# Spółgłoska drżąca
Spółgłoska drżąca – spółgłoska dźwięczna, która powstaje przez szybkie następstwo zwarć i rozwarć narządu artykulacji (dolnej wargi, końca języka lub języczka) i miejsca artykulacji w kanale głosowym. Ruch narządu artykulacji następuje w wyniku wzmożonego prądu powietrza, czyli narząd artykulacji wykonuje ten ruch jedynie biernie.
Dochodzi więc do drżenia narządu artykulacji i wirowania powietrza między narządem a miejscem artykulacji. 
Odpowiednio do udziału narządu artykulacji mówimy ospółgłoskach drżących:
- (dwu)wargowych (dolna warga uderza o górną)
- apikalnych (czubek języka uderza o dziąsło  lub podniebienie)
- języczkowe (języczek uderza o tył języka)

## Lista spółgłosek drżących
- spółgłoska dwuwargowa [ʙ]
- spółgłoska przedniojęzykowo-dziąsłowa [r]
- spółgłoska języczkowa [ʀ]
- spółgłoska drżąca nagłośniowa [я]

Teoretycznie możliwe, ale nie poświadczone w językach naturalnych są
- spółgłoska drżąca językowo-wargowa [r̼]
- spółgłoska drżąca miękkopodniebienna (brak symbolu IPA)

## Przykłady
W języku polskim fonem /r/ realizuje się jako spółgłoskę drżącą uderzeniową dziąsłową [ɾ] lub, przy bardziej starannej wymowie, spółgłoskę drżącą dziąsłową [r].
Spółgłoska drżąca dziąsłowa [r] występuje także w hiszpańskim perro, a spółgłoska drżąca języczkowa [ʀ] we francuskim rue.
Niemieckie języczkowe r jest najczęściej spółgłoską szczelinową języczkową dźwięczną [ʁ], czyli szmerem wytworzonym między języczkiem a tyłem języka. Przez „zawirowanie” tego dźwięku powstaje spółgłoska języczkowa drżąca, która pojawia się w niektórych niemieckich dialektach.
Spółgłoska drżąca dwuwargowa występuje w języku yi (w południowych Chinach) jako alofon sylabicznej spółgłoski [β̝] i w języku pirahã (w Amazonii) jako alofon [b] .